# Ben 10: Alien Force (trò chơi điện tử)
Ben 10: Alien Force là một video game dựa trên loạt phim hoạt hình của Mỹ cùng tên. Game được phát hành tại Bắc Mỹ vào 28 tháng 10 năm 2008 và tại UK vào tháng 2 năm 2009.

## Nhân vật
- Swampfire
- Big Chill (Wii, PS2, và PSP)
- Spidermonkey (Wii, PS2, và PSP)
- Jetray (Wii, PS2, và PSP)
- Humungosaur
- Goop (DS)
- Echo Echo (DS)
- Chromastone (DS)

## Boss
- Techadon (DS)
- Mech Dragon (Wii, PS2, và PSP)
- Vulkanus (Wii, PS2, và PSP)
- DNAlien Kevin (Wii, PS2, và PSP)
- Gorvan
- DNAlien Wildvine (DS)
- Highbreed Comander